# Normand Bissonnette
Pour les articles homonymes, voir Bissonnette.
Normand Bissonnette est un acteur québécois.

## Biographie
Normand Bissonnette est le comédien vedette de la pièce Québec-Barcelona, présentée au théâtre périscope (Québec). Il a joué aussi dans L'absence de guerre et dans Mois d'août : Osage County au théâtre le Trident à Québec.

## Théâtre
- 1981: Equus, de Peter Shafer, avec Richard O’hara, comme metteur en scene- Théâtre du bois de Coulonge, Québec;
- 2013 : L'absence de guerre : George Jones
- 2014 : Mois d'août : Osage County (pièce) : Bill Fordham

## Filmographie
- 1970 : Ainsi soient-ils
- 1992 : Tectonic Plates
- 1998 : Émilie de la Nouvelle Lune ("Emily of New Moon") (série TV) : Father Ducharme
- 1998 : Nô : Buchanen
- 1998 : Power Play (série TV) : 'Shakey' Al Tremblay (1998-2000)
- 2000 : Anne of Green Gables: The Continuing Story (TV) : LaCapelle Soldier
- 2001 : Khaled : Little François
- 2001 : La Femme qui boit : Buchanen
- 2001 : Identité suspecte (Picture Claire) : Biker #1
- 2003 : Comment ma mère accoucha de moi durant sa ménopause : Amant batailleur